# Walter Rosa
Walter Ruivo Pinto Gomes Rosa (ur. 20 listopada 1919 w Lizbonie) – portugalski polityk, inżynier, menedżer i dyplomata, parlamentarzysta krajowy i europejski, minister transportu i komunikacji (1975–1976) oraz przemysłu i technologii (1976–1977), ambasador Portugalii w Wenezueli i Francji.

## Życiorys
Ukończył studia z inżynierii elektrycznej w Paryżu. Pracował jako inżynier w elektrowniach wodnych i przy projektach hydrotechnicznych. Został dyrektorem zarządzającym w przedsiębiorstwach z branży energetycznej i członkiem rad nadzorczych. Od 1974 do 1975 kierował także krajowym przewoźnikiem kolejowym Caminhos de Ferro Portugueses.
Zaangażował się w działalność polityczną w ramach Partii Socjalistycznej, należał do jej komitetu politycznego i kierował parlamentarną frakcją PS. Został też szefem rady gminy Oeiras. W kadencjach 1976–1979 oraz 1985–1987 zasiadał w Zgromadzeniu Republiki, reprezentując dystrykt Leiria i dystrykt Lizbona. Zajmował stanowiska ministra w resortach transportu i komunikacji (od 19 września 1975 do 6 stycznia 1976) oraz przemysłu i technologii (od 6 stycznia 1976 do 7 stycznia 1977).
Następnie został ambasadorem Portugalii w Caracas (od 1977 do 1981; akredytowany w innych państwach) oraz w Paryżu (od 1984 do 1985). Od 1 stycznia 1986 do 13 września 1987 wykonywał mandat posła do Parlamentu Europejskiego w ramach delegacji krajowej. Przystąpił do Grupy Socjalistów, należał m.in. do Komisji ds. Kontroli Budżetu oraz Komisji Budżetowej.
Odznaczony m.in. Orderem Wojskowym Chrystusa (1959) i Orderem Francisco de Miranda.